# Nicolas Baudin
Nicolas-Thomas Baudin (Saint-Martin-de-Ré, 17 de Fevereiro de 1754 – Ilha Maurícia, 16 de Setembro de 1803) foi um explorador francês.
Baudin nasceu na Ilha de Ré. Aos quinze anos ingressou na marinha mercante e aos vinte na Companhia Francesa das Índias Orientais. Alistado na marinha francesa, serviu no Caribe durante a Guerra da Independência dos Estados Unidos.
Ao terminar a guerra, capitaneou diversos barcos que transportavam botânicos austríacos para o Oceano Índico e  Pacífico. Nessa época, Baudin aprendeu botânica e a forma para manter animais e plantas com vida a bordo dos navios.
Em 1792, a França declarou guerra a Áustria e Baudin tentou, sem êxito, realistar-se na marinha francesa. Regressou a França e, 1795, visitando Antoine de Jussieu no Museu de História Natural para sugerir-lhe uma viagem botânica ao Caribe. A viagem foi um êxito e Baudin regressou a França com uma excelente colecção de plantas, aves e insectos.
Em outubro de 1800 foi eleito para liderar uma expedição (a expedição Baudin)  que devia cartografar a costa da Austrália. Dispunha de dois barcos, Le Géographe e Le Naturaliste e estava acompanhado de nove naturalistas e botânicos, entre eles Jean Baptiste Leschenault de la Tour.
Chegaram  à Austrália em maio de 1801 e em abril de 1802 encontraram-se com Matthew Flinders, que também estava cartografando a costa, em Encounter Bay. Baudin deteve-se na colónia britânica de Sydney para recolher víveres. Adquiriu um novo navio e enviou o Le Naturaliste de volta a casa com todas as espécies recolhidas. Dirigiu-se para a Tasmânia para continuar para Timor.
De regresso a casa, Baudin ficou na Maurícia, ilha onde morreu por causa de uma tuberculose.